# Fisher (Arkansas)
Fisher é uma cidade  localizada no estado americano de Arkansas, no Condado de Poinsett.

## Demografia
Segundo o censo americano de 2000, a sua população era de 265 habitantes.
Em 2006, foi estimada uma população de 260, um decréscimo de 5 (-1.9%).

## Geografia
De acordo com o United States Census Bureau, a localidade tem uma área de 0,8 km², sem área coberta por água.

## Localidades na vizinhança
O diagrama seguinte representa as localidades num raio de 24 km ao redor de Fisher.